# Martin Frecht
Martin Frecht (Ulma, 1494 – Tubinga, 8 settembre 1556) è stato un teologo tedesco docente universitario e riformatore.

## Biografia
Nato da una rispettata famiglia di artigiani, nel 1513 si iscrisse all'Università di Heidelberg, dove conseguì il baccellierato nel 1515 e il dottorato due anni più tardi. Successivamente conseguì la licenza in teologia tenendo lezioni nella facoltà di filosofia secondo le idee dell'umanesimo.
Nella primavera del 1518 partecipò alla disputa di Heidelberg con Martin Lutero entusiasmandosi alle idee della Riforma protestante. Tra il 1523 e il 1526 fu preside della facoltà. Frecht godeva di così alta stima che fu nominato professore di teologia nel 1529 e rettore a Heidelberg nel 1530. Nel frattempo manteneva le amicizie con i suoi vecchi compagni di studio: Johannes Brenz, Martin Bucero, Johann Isenmann, Kaspar Löner, ma anche con Johannes Oekolampad ed Erhard Schnepf.
Nel 1531 fece ritorno presso la sua città natale, Ulma, dopo che da tempo il consiglio comunale lo aveva invitato a rientrare. Qui poté continuare la sua attività di docente e si unì alla fede protestante. Nel 1532 pubblicò le Res gestae Saxonicae di Vitichindo di Corvey.
Dopo la morte di Konrad Sam, Frecht divenne capo della Chiesa di Ulma, ma senza possedere la determinazione e la popolarità richieste da questo incarico. Attraverso visite e riforme di ogni tipo, cercò di migliorare i sistemi ecclesiastici e scolastici ma poiché non poteva evitare di scontrarsi con Sebastian Franck e Kaspar Schwenckfeld, dovette avvicinarsi sempre di più alle teorie teologiche di Lutero e Bucero.
Nel 1536 partecipò alla "Concordia di Wittenberg" e fece da mediatore nella dottrina dell'eucaristia tra i teologi di Wittenberg e i riformatori della Germania settentrionale.
Il 14 agosto 1548 l'imperatore Carlo V giunse a Ulma e il 15 agosto, alla sua presenza, gli altari che erano stati rimossi dalla cattedrale alcuni anni prima furono reinstallati e celebrata una messa solenne restituendo così la cattedrale alla fede cattolica. Poiché Frecht si era opposto a tutto ciò, fu arrestato insieme a tutti i predicatori evangelici il 16 agosto 1548 e tenuto prigioniero a Kirchheim per settimane.
Dopo il suo rilascio nel marzo 1549 fu bandito da Ulm.
Da allora visse in ritiro a Norimberga con la sorella, spostandosi poi a Blaubeuren. Nel 1551 il duca Cristoforo di Württemberg gli affidò la direzione del monastero evangelico di Tubinga e nel 1552 lo nominò professore di teologia all'Università locale.
Fu sepolto nella Collegiata di San Giorgio a Tubinga.